# Sturton Grange, Northumberland
Sturton Grange var en civil parish 1866–1955 när det uppgick i Warkworth, i grevskapet Northumberland i England. Civil parish var belägen 7 km från Alnwick och hade 86 invånare år 1951.